# Kaszentína
Kaszentína vagy Constantine (arabul: قسنطينة) város Algéria északkeleti részén, Kaszentína tartomány székhelye. Lakossága 448 ezer fő volt 2008-ban az agglomerációs övezeté kb. 1 millió.
Algéria 3. legnagyobb városa. Kereskedelmi központ, iparváros (cement-, élelmiszer-, textil-, gépipar) és közlekedési csomópont.

## Történet
A várost Nagy Konstantin római császár építtette a Numidiai Királyság ősi városának, Cirtának a helyén, amelyet Kr. u. 311-ben leromboltak, mivel az megtagadta az adófizetést. Innen ered mai neve. A Római Birodalom bukása után a vandálok foglalták el, később Bizáncé lett, majd 710-ben az arabok foglalták el, akik a nevét Kaszentínára változtatták. A 12. században egy virágzó város, amely az észak-olasz városállamokkal kereskedett. A 16. században oszmán-török, majd a 19. században francia fennhatóság alá került.
Történelmi emlékei közül számos épülete a római hódítások előtti időből származik. Itt maradtak meg Észak-Afrika egyik legjelentősebb pun építőművészeti emlékei.

## Fordítás
- Ez a szócikk részben vagy egészben  a   Constantine, Algeria című angol Wikipédia-szócikk fordításán alapul.  Az eredeti cikk szerkesztőit annak laptörténete sorolja fel. Ez a jelzés csupán a megfogalmazás eredetét és a szerzői jogokat jelzi, nem szolgál a cikkben szereplő információk forrásmegjelöléseként.